# Mount Pleasant (Texas)
Pour les articles homonymes, voir Mount Pleasant.
La ville américaine de Mount Pleasant est le siège du comté de Titus, dans l’État du Texas. Elle comptait 15 564 habitants lors du recensement de 2010.

## Source
- (en) Cet article est partiellement ou en totalité issu de l’article de Wikipédia en anglais intitulé « Mount Pleasant, Texas » (voir la liste des auteurs).